# Petra Čechová
Petra Čechová (* 24. května 1981 Ledeč nad Sázavou) je bývalá česká fotbalistka a florbalistka, která hrávala na pozici útočníka.

## Život
Narodila se v Ledči nad Sázavou, 24. května 1981. Vystudovala střední ekonomickou školu ve Světlé nad Sázavou. V roce 2005 se po studiích vydala pracovat do zahraničí (Německa). Se sportem začínala v Ledči nad Sázavou, věnovala se kanoistice a atletice za oddíl TJ Kovofiniš.

## Sportovní kariéra
Čechová svou fotbalovou kariéru zahájila ve 24 letech v německém klubu 1. FC Kommlingen a to v roce 2005. 1. FC Kommlingen skončil v sezoně 2004/2005 na 4. místě (Frauen Rheilandliga).

### TJ Jiskra Havlíčkův Brod
Po návratu ze zahraničí začala v roce 2008 hrát za TJ Jiskra Havlíčkův Brod 2. florbalovou ligu, kde se stala nejlepší střelkyní klubu.

### FBC Štíři České Budějovice
V roce 2009 přestoupila do prvoligového jihočeského florbalového klubu FBC Štíři Č. Budějovice, kde v sezoně 2009/2010 hrála 1. ligu žen. Zde se stala nejlepší nahrávačkou klubu a skončila třetí v kanadském bodování. V sezoně 2010/2011 se v jihočeském klubu přesunula z útoku do brány, kde odchytala celkem 630 minut.

#### FK Spartak Kaplice
Na jaře 2010 se vrátila k fotbalu a odehrála svůj první fotbalový zápas v české lize za tým FK Spartak Kaplice, kde při svém debutu vstřelila premiérovou branku. Byl to první ročník krajského přeboru žen, který FK Spartak Kaplice vyhrály. Ze šestnácti zápasů dokázaly vyhrát patnáctkrát a pouze jedno utkání prohrály. V šestnácti zápasech nastřílely úctyhodných 111 branek a jen šestkrát inkasovaly.

### FC Vysočina Jihlava
Po skončení sezony odešla v roce 2011 na hostování do druholigového klubu FC Vysočina Jihlava. V roce 2012 se hostování v FC Vysočina Jihlava změnilo v přestup. Ve stejném roce začala hostovat v klubu FC Zbrojovka Brno. Hostování z nižších soutěží do vyšších bylo povoleno, v ročníku 2011/2012 nastupovala za oba kluby. FC Zbrojovka Brno hrála v sezoně 2011/2012 českou první ligu žen, tedy nejvyšší soutěž, a dosáhla historického úspěchu v podobě 4. místa. S FC Vysočina Jihlava dvakrát vyhrála 2. ligu a dvakrát se neúspěšně pokusila postoupit do české nejvyšší soutěže. S týmem FC Vysočina Jihlava se účastnila zimního ligového turnaje v plážovém fotbale, kde byla vyhlášena nejlepší hráčkou. Ve stejném roce po dvouleté pauze vrátila do svého mateřského klubu TJ Jiskra Havlíčkův Brod.

### Plážová kopaná
V roce 2011 zahájila reprezentační kariéru za český národní tým v plážovém fotbale. Historicky první mezistátní utkání žen v plážové kopané se odehrálo v Praze na Landronce. Česká reprezentace obě utkání prohrála. Švýcarská ženská reprezentace patří mezi elitu. O rok později se odehrály odvetné zápasy ve Švýcarsku. V Česku si zahrála v roce 2011/2012 Superligu za tým Bohemians 1905, kde nastupoval po skončení profesionální kariéry i Jan Koller. 

### SK DFO Pardubice ( FK Pardubice)
Na podzim 2012 přestoupila do prvoligového klubu SK DFO Pardubice, kde působila až do roku 2017. V nejvyšší české fotbalové soutěži strávila několik sezon, kde dominovaly celky SK Slavia Praha a AC Sparta Praha. V roce 2013 si zahrála baráž proti svému bývalému klubu FC Zbrojovka Brno a vstřelila gól. Brno poté sestoupilo do druhé ligy. V sezoně 2015/2016 sestoupila po neúspěšné baráži s SK DFO Pardubice do druhé ligy. V roce 2017 přestoupila do klubu SK Starý Mateřov, kde aktivně hrála do roku 2022.